# Каратобе (городище, Туркестан)
Бугор Каратепе (каз. Бугар Қаратөбе) — городище на территории, находящейся в подчинении городской администрации Туркестана (Казахстан). Соответствует первому местоположению средневекового города Сауран. Располагается в 3 км к юго-востоку от развалин Саурана.

## Связь Каратобе и Саурана
Арабский географ X века Макдиси сообщает о городе Сауран:

Сауран (Савран, Сабран) — большой город, окружённый семью стенами одна за другой, а в нём есть рабад, соборная мечеть находится во внутреннем городе. Он пограничная крепость против гузов и кипчаков.
В ходе обследования городища Бугор Каратепе были обнаружены следы трёх колец стен, окружающих город. Это позволило сделать вывод о тождестве городища с Саураном домонгольского периода.

## История
Первое поселение на месте современного городища Бугор Каратепе датируется I веком. Однако первое упоминание города Сауран в письменных источниках, оставленное Макдиси, относится только к X веку.
После завоевания Семиречья монголами старый Сауран был разрушен. Новый город возник на расстоянии 3 км от старого.

## Описание
Основная часть городища представляет собой бугор высотой около 4 м, в плане напоминающий геральдический щит. Размеры основания — 325 м в направлении с северо-запада на юго-восток и 230 м с северо-востока на юго-запад. В середине верхней площадки, окружённой со всех сторон остатками земляного вала, располагалась цитадель. К настоящему времени от цитадели остался прямоугольный в плане возвышенный участок высотой 6 м, ориентированный углами по сторонам света.
Центральная часть окружена обширным рабадом, бывшие постройки которого ныне представляют собой земляные бугры разных размеров. На расстоянии 0,5 км от центра отмечены остатки стен и рва, окружающих территорию. Далее прослеживаются остатки ещё двух колец стен, радиус каждого из которых больше приблизительно на 0,5 м.

## Исследования
Городище обследовалось Южно-Казахстанской археологической экспедицией (руководитель А. Н. Бернштам) в 1951 году и археологической экспедицией Свода памятников истории и культуры Казахстана Института истории, археологии и этнографии АН Казахской ССР (руководитель К. М. Байпаков) в 1986 году.
Подъёмный материал датируется X—XII веками — временем расцвета города. Наиболее многочисленные находки — расписная поливная керамика. В западной части рабада обнаружен квартал ремесленников-керамистов.
Население Каратепе занималось скотоводством и земледелием. Водоснабжение города и его окрестностей осуществлялось системы каналов.